# Adolf von Schlüsser
Adolf Friedrich Emil Schlüsser, seit 1840 von Schlüsser (* 20. August 1793 in Berlin; † 21. April 1863 in Meran) war ein preußischer Generalleutnant.

## Leben

### Herkunft
Adolf war der Sohn des Kriegsrates Ferdinand Schlüsser und dessen Ehefrau Dorothea Elisabeth, geborene Brast.

### Militärkarriere
Schlüsser trat am 16. Februar 1813 als freiwilliger Jäger in das Lützowsche Freikorps ein und avancierte Ende November 1813 zum Sekondeleutnant. Während der Befreiungskriege kämpfte er an der Göhrde, bei Zarrenthin, Kogel, Gosselies, Fleurus und Waterloo sowie der Blockade von Jülich. Für Ligny wurde ihm das Eiserne Kreuz II. Klasse verliehen. In der Zeit wurde er am 25. März 1815 als Adjutant zum Oberstleutnant Lützow in das 25. Infanterie-Regiment kommandiert.
Nach dem Krieg kam Schlüsser am 8. Februar 1816 in das 6. Ulanen-Regiment, wurde am 24. Oktober 1819 in den Generalstab abkommandiert und am 30. März 1821 als Premierleutnant in den Generalstab der 13. Division versetzt. Bis Ende März 1824 stieg er zum Rittmeister auf und wurde Mitte Juni 1825 zur Dienstleistung in das 11. Husaren-Regiment kommandiert. Daran schlossen sich bis Mitte März 1832 Kommandierungen zur Lehreskadron und in den Großen Generalstab an. Anschließend in den Großen Generalstab versetzt, wurde Schlüsser am 13. September 1833 zur Österreichischen Armee nach Italien kommandiert. Am 30. März 1834 kam er als Major in den Generalstab des IV. Armee-Korps. In dieser Stellung erhielt Schlüsser Anfang Oktober 1838 den Orden der Heiligen Anna II. Klasse und wurde am 15. Oktober 1840 durch König Friedrich Wilhelm IV. in den erblichen preußischen Adelstand erhoben.
Am 12. April 1842 kam er als Chef des Generalstabes zum I. Armee-Korps, wo er am 22. März 1843 zum Oberstleutnant befördert wurde. Am 17. Oktober 1844 folgte seine Versetzung als Chef des Generalstabes in das IV. Armee-Korps und am 31. März 1846 die Beförderung zum Oberst. Am 3. August 1848 kam er als Kommandeur in die 5. Kavallerie-Brigade, am 22. August 1848 wurde er zudem dem Generalstab aggregiert. Er wurde am 22. September 1851 noch zum Generalmajor befördert, bevor er am 8. März 1853 seine Abschied mit Pension erhielt. Nach seiner Verabschiedung erhielt Schlüsser anlässlich des Ordensfestes im Januar 1854 den Roten Adlerorden II. Klasse mit Eichenlaub. Am 22. Mai 1858 wurde ihm noch der Charakter als Generalleutnant verliehen. Er starb am 21. April 1863 in Meran und wurde dort am 23. April beigesetzt.
Als Offizier im Generalstab legt er im Jahr 1837 eine Studie über die Verteidigung der Küsten mit Dampfbooten vor. Damit wurde die Grundlage der Küstenverteidigung gelegt.
General Krauseneck schrieb 1847 in seiner Beurteilung: „Wohl unterrichtet, von besonderer Brauchbarkeit für Geschäfte, welche genaue Beachtung, Ordnungsliebe und Ausdauer erfordert. Er hat in seinen Berichten über ausgeführte größere Dienstreisen in Italien und Russland die Gabe, richtig zu sehen und angemessen darzustellen an der Tag gelegt. Die Beurteilung, welche seine Wirksamkeit von Seiten seiner früheren Kommandierenden General des IV. Armeekorps, bei dem er gegenwärtig als Chef des Generalstabes Dienste leistet, ist mit seinen Leistungen wohl zufrieden.“

### Familie
Schlüsser heiratete am 3. Mai 1831 in Halle (Saale) Auguste Luise Emilie von Jakob (1794–1869), eine Tochter des Staatsrates und Professors Ludwig Heinrich von Jakob und Schwester der Schriftstellerin Therese Robinson (Talvj). Das Paar hatte mehrere Kinder.

## Schriften
- Geschichte des Lützowschen Freikorps. 1826, Digitalisat
- Einleitung in die Bücher der Könige. 1860, Digitalisat